# دومانتاس سابونيس
دومانتاس سابونيس مواليد 3 مايو 1996 في بورتلاند، هو لاعب كرة سلة ليتواني بدأ مسيرته الاحترافية في سنة 2012. يبلغ طوله 6 قدم 11 بوصة (2.1 م). لعب مع فريق بالونكيستو مالقا في الدوري الإسباني لكرة السلة.

## روابط خارجية
- دومانتاس سابونيس على موقع الاتحاد الدولي لكرة السلة (الإنجليزية)
- دومانتاس سابونيس على موقع الدوري الأوروبي لكرة السلة (الإنجليزية)
- دومانتاس سابونيس على موقع إن بي أي (الإنجليزية)
- دومانتاس سابونيس على موقع سبورتس رفرنس (الإنجليزية)
- دومانتاس سابونيس على موقع الدوري الإسباني لكرة السلة (الإسبانية)
- دومانتاس سابونيس على موقع كرة السلة الأوروبية.كوم (الإنجليزية)
- دومانتاس سابونيس على موقع إي إس بي إن.كوم (الإنجليزية)
- دومانتاس سابونيس على موقع كلية كرة السلة في سبورتس رفرنس.كوم (الإنجليزية)
- دومانتاس سابونيس على موقع ريلجم (الإنجليزية)
- دومانتاس سابونيس على موقع بروبوليرز (الإنجليزية)